# Andressa Fernandes
Andressa Corrêa Fernandes, ou simplesmente Andressa Fernandes (Santos, 27 de outubro de 1986), é uma judoca brasileira da categoria meio-leve.
Andressa, que mede 1,57 m e pesa 52 kg, é atleta da Associação de Judô Rogério Sampaio, academia fundada pelo campeão olímpico em Barcelona - 1992, Rogério Sampaio.
Dentre suas principais realizações, Andressa Fernandes participou das Olimpíadas de Pequim de 2008, para a qual foi chamada às pressas a fim de substituir Érika Miranda, que se contundiu.
Entre os anos de 2003 e 2005, Andressa integrou a seleção brasileira júnior, participando do Campeonato Mundial Júnior de 2004, realizado na Hungria, e sagrando-se campeã do Campeonato Pan-Americano Júnior de 2005, realizado na Venezuela.
Em 2010, Andressa foi campeã dos Jogos Sul-Americanos, realizados na Colômbia. Já em 2006, foi medalha de prata nos Jogos Sul-Americanos, realizados na Argentina, classificação esta que já havia obtido nos Jogos Sul-Americanos de 2002, realizados no Brasil.